# Roger Knapman

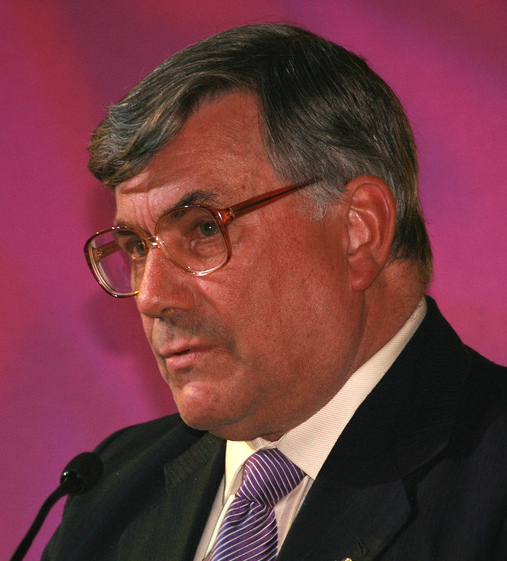
Roger Knapman

Roger Knapman (* 20. Februar 1944 in Crediton, Devon) ist ein britischer Politiker der United Kingdom Independence Party (UKIP).

## Leben
Knapman studierte an der Royal Agricultural University. Er ist als Immobiliensachverständiger in England tätig. Vom 11. Juni 1987 bis 1. Mai 1997 war Knapman für die Conservative Party Abgeordneter im House of Commons. Von Juli 1995 bis Juli 1996 war er stellvertretender Einpeitscher (Whip) der Tories. Von Juli 1996 bis Mai 1997 war er Lord Commissioner(HP Treasury) und damit Assistent des ersten Lords des Schatzamtes. Vom 5. Oktober 2002 bis 27. September 2006 war er als Nachfolger von Jeffrey Titford Vorsitzender der United Kingdom Independence Party. Ihm folgte 2006 als Parteivorsitzender Nigel Farage. Vom 10. Juni 2004 bis 4. Juni 2009 war Knapman Mitglied im Europäischen Parlament. Seit dem 5. Juni 2008 war er bis zu seinem Ausscheiden aus dem Parlament fraktionslos. Er ist verheiratet und hat zwei Kinder.